# دار الإمام علي
دار الإمام علي هو دار يقع في الكوفة، ويعتقدُ أنه للخليفة الراشدي علي بن أبي طالب، وفيه غرف كغرفة الحسن بن علي والحسين بن علي.

## الموقع
يقع دار علي بن أبي طالب إلى جانب مسجد الكوفة على مسافة حوالي (100) متر تقريباً من الركن الجنوبي الغربي من مسجد الكوفة.

## دخول علي الكوفة

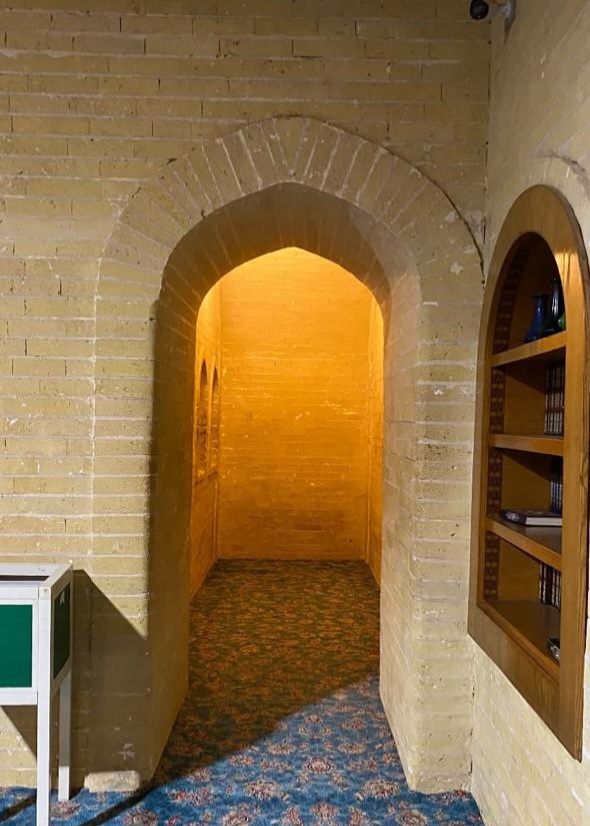
بيت الأمام علي(ع) في الكوفة

قدم علي بن أبي طالب للكوفة سنة 36 هـ بعد هدوء الأوضاع، وبعد حرب الجمل، وقرر أن يقيم في الكوفة.

## الإقامة في دار جعدة
أقام علي بن أبي طالب في دار جعدة بن هبيرة المخزومي وأمه أم هانئ بنت أبي طالب، وعن عن الأصبغ بن نباتة: «إن علياً لما دخل الكوفة، قيل له: أي القصرين ننزلك؟ قال: قصر الخبال لا تنزلونيه! فنزل على جعدة بن هبيرة المخزومي». ، وورد في رواية أخرى و هي: «عن عون بن عبد الله بن عتبة، قال: لما قدم علي الكوفة نزل على باب المسجد فدخل وصلى، ثم تحول فجلس إليه الناس، فسأل عن رجل من أصحابه كان ينزل الكوفة، فقال قائل: استأثر الله به. فقال: إن الله لا يستأثر بأحد من خلقه، وقرأ: (وَكُنْتُمْ أَمْواتاً فَأَحْياكُمْ ثُمَّ يُمِيتُكُمْ ثُمَّ يُحْيِيكُمْ). قال: فلما لحق الثقل قالوا: أي القصرين تنزل ؟ فقال: قصر الخبال لا تنزلونيه».
وورد في رواية أخرى أيضاً: «فان الإمام (عليه السلام) لما دخل الكوفة قيل له: يا أمير المؤمنين، أتنزل القصر؟ قال: لا حاجة لي في نزوله، ولكني نازل الرحبة ، ثم أقبل حتّى دخل المسجد الأعظم، فصلى ركعتين، ثم نزل الرحبة، ثم إنه (عليه السلام) مكث بالكوفة ولم ينزل – كما تقدم – في قصر الإمارة بل نزل في دار جعدة بن عبيرة.».

## شراء الدار
كان البيت الذي اشتراه الإمام فيما بعد بسبعين ديناراً يقع قبالة باب السدة من مسجد الكوفة.

## الوصف والتجديد
في البيت غرف لأبناء وزوجات علي بن أبي طالب، ومنهما غرف الحسن والحسين، وفي الباحة بئر كان لعلي بن أبي طالب، وهناك مغتسل يعتقدُ أن الخليفة علي بن أبي طالب غسل فيه حين توفي. ويوجد مكتبةً في الدار. في 1385 هـ/ 1966 قام المحسن الحاج فاضل محمد غفوري البغدادي وبسعي هادي صالح شبع وأشراف الحاج شاكر شبع والشيخ راضي مارد بتشييد جبهته وباب المدخل. وفي عام 1966 تمت صيانة وتغليف جدرانه الداخلية واستبدال أبوابه ونوافذه وتغليف القبة بقاشاني جديد. وتجري اليوم عمليات الصيانة والتوسيع، وبناء حوله مسجد وصحن، وقيل أن لعلي طفلة تسمى «خديجة» وعاشت معهم في البيت وتوفيت في الرابعة من عمرها ويقال انها دفنت في البيت نفسه.
ولخديجة بنت علي في قبالة باب مسجد الكوفة المعظم قبر ينسب لها أيضاً، ويُقال أنها توفيت وهي طفلة صغيرة ودُفنت في هذا الموقع، وقد شُيّدت فوق قبرها قبة غلفت بالقاشان الأزرق، وبمرقد متواضع يتقدمه ساحة متوسطة الحجم تؤم الزائرين.

## الدار عند وفاة علي
عندما توفي علي بن أبي طالب حزن أبنائه عليه. وعن أم كلثوم بنت علي أنها قالت:
| دار الإمام علي | لمّا كانت ليلة التاسع عشر من رمضان قدّمت إلى أبي عند إفطاره طبقاً فيه قرصان من خبز الشعير وقصعة فيها لبن ، وملح جريش ، فلمّا فرغ من صلاته أقبل على فطوره ، فلمّا نظر إليه حرّك رأسه وبكى وقال : « ما ظننت بنتاً تسوء أباها كما أسأت إليّ ». « ما ذاك ؟ ». « تقدّمين إلى أبيك إدامين في طبق واحد ، أتريدين أن يطول وقوفي بين يدي الله تعالى يوم القيامة ؟ أنا أريد أن أتّبع أخي وابن عمّي رسول الله صلّى الله عليه وآله ما قدّم له إدامان في طبق واحد إلى أن قبضه الله تعالى. يا بنيّة ، ما من رجل طاب مطعمه ومشربه وملبسه إلّا طال وقوفه بين يدي الله عزّ وجلّ يوم القيامة .. يا بنيّة ، إنّ الدّنيا في حلالها حساب ، وفي حرامها عقاب ، وقد أخبرني حبيبي رسول الله صلّى الله عليه وآله أنّ جبرئيل نزل إليه ومعه مفاتيح كنوز الأرض ، وقال : يا محمّد ، السّلام يقرؤك السّلام ، ويقول لك : إن شئت صيّرت معك جبال تهامة ذهباً وفضّة ، وخذ مفاتيح كنوز الأرض ولا ينقص ذلك من حظّك يوم القيامة ، قال صلّى الله عليه وآله : يا جبرئيل ، وما يكون بعد ذلك ؟ قال : الموت ، فقال : لا حاجة لي في الدّنيا ، دعني أجوع يوماً ، وأشبع يوماً ، فاليوم الّذي أجوع فيه أتضرّع إلى ربّي ، واليوم الّذي أشبع فيه أشكر ربّي وأحمده ، فقال جبرئيل : وفّقت لكلّ خير يا محمّد ! ». ثمّ قال عليه السلام : « يا بنيّة ، الدّار دار غرور ، ودار هوان ، فمن قدّم شيئاً وجده. يا بنيّة ، لا آكل شيئاً حتّى ترفعي أحد الإدامين » ، فلمّا رفعته أكل قرصاً واحداً بالملح الجريش ، ثمّ حمد الله تعالى وأثنى عليه ، ثمّ قام إلى صلاته فصلّى ، ولم يزل راكعاً وساجداً ومبتهلاً ومتضرّعاً إلى الله سبحانه ، ويكثر الدخول والخروج ، وهو ينظر إلى السماء وهو قلق ، ثمّ قرأ سورة « يس » حتّى ختمها ، ثمّ رقد هنيهة ، وانتبه مرعوباً ، وجعل يمسح وجهه بثوبه ، ونهض قائماً على قدميه وهو يقول : « اللهمّ بارك لنا في لقائك ». ويكثر من قول : لا حول ولا قوّة إلّا بالله العليّ العظيم ، ثمّ صلّى حتّى ذهب بعض الليل ، ثمّ جلس للتعقيب ، ثمّ نامت عيناه ، ثمّ انتبه مرعوباً ، وجمع أولاده فقال لهم : « في هذا الشّهر تفقدوني ، إنّي رأيت رؤيا هالتني ... ». « ما رأيت ؟ ». « رأيت رسول الله صلّى الله عليه وآله في منامي وهو يقول : يا أبا الحسن ، إنّك قادم إلينا عن قريب ، يجيء إليك أشقاها فيخضّب شيبتك من أمّ رأسك ، وأنا مشتاق إليك ، وإنّك عندنا في العشر الأواخر من شهر رمضان ... ». فضجّ أبناؤه بالبكاء ، فأمرهم بالخلود إلى الصبر وطاعة الله ، ولم يزل تلك الليلة قائماً وقاعداً وراكعاً وساجداً ، ويخرج ساعة بعد ساعة ، يقلب طرفه في السماء ، وينظر في الكواكب وهو يقول : « ما كذّبت ولا كذّبت ، إنّها اللّيلة الّتي وعدت بها ». ثمّ يعود إلى مصلّاه وهو يقول : « اللهمّ بارك لي في الموت » ، ويكثر من قول : « ًلا حول ولا قوّة إلّا بالله العليّ العظيم » ، ويصلّي على النبيّ كثيرا. قالت أمّ كلثوم : قلت له : « يا أبتاه ، ما لي أراك هذه اللّيلة لا تذوق طعم الرقاد ؟ ». فأجابها الإمام : « يا بنيّة ، إنّ أباك قتل الأبطال ، وخاض الأهوال ، وما دخل الخوف جوفه ، وما دخل في قلبي رعب أكثر ممّا دخله اللّيلة ... ». ثمّ قال : « إنّا لله وإنّا إليه راجعون » ، وفزعت السيّدة أمّ كلثوم ، وقالت له بنبرات مشفوعة بالبكاء : « ما لك تنعى نفسك منذ اللّيلة ؟ ». « يا بنيّة ، قد قرب الأجل وانقطع الأمل ... ». واستولى الأسى والحزن على أمّ كلثوم ، وغرقت بالبكاء ، وأخذ يهدّئ لوعتها قائلاً : « يا بنيّة ، إنّي لم أقل ذلك إلّا بما عهد إليّ النبيّ صلى الله عليه وآله » (2). هذا بعض ما حدّثت به السيّدة أمّ كلثوم من الأحداث المفزعة التي رافقت اغتيال أبيها. وأقبل الإمام في غلس الليل البهيم على الدعاء والابتهال إلى الله تعالى ، ففي ظلام ذلك الليل الذي دام على البؤساء والمحرومين ، قام الإمام فأسبغ الوضوء ، وتهيّأ إلى الخروج إلى بيت الله ليؤدّي صلاة الصبح ، فلمّا بلغ صحن الدار كانت فيه وزّ أهديت إلى الإمام الحسن عليه السلام فصحن في وجهه الشريف منذرة بالخطر العظيم الذي سيعصف بالشرق العربي ، وسائر الوطن الإسلامي ، ويحوّله إلى ركام ، وتنبّأ الإمام عليه السلام بنزول الرزء القاصم فقال : « لا حول ولا قوّة إلاّ بالله تعالى ، صوائح تتبعها نوائح » ، إنّ تلك الصوائح التي انطلقت من الطيور تحوّلت إلى عويل ، وصراخ اليتامى والمساكين ، فقد فقدوا من كان يرعاهم ويعطف عليهم ، وراح الإمام يوصي ابنته برعاية تلك الطيور قائلاً : « يا بنيّة ، بحقّي عليك إلّا ما أطلقتها ، فقد حبست ما ليس له لسان ، ولا يقدر على الكلام إذا جاع أو عطش ، فأطعميها واسقيها وإلّا خلّي سبيلها تأكل من حشائش الأرض » | دار الإمام علي |